# Maria Langegg
Maria Langegg ist ein Dorf und Wallfahrtsort in der gleichnamigen Katastralgemeinde der niederösterreichischen Gemeinde Bergern im Dunkelsteinerwald mit 33 Einwohnern. Es liegt südwestlich der Stadt Mautern an der Donau auf einer Anhöhe (510 m ü. A.) im Dunkelsteinerwald. Als Katastralgemeinde hat Maria Langegg eine Fläche von 206,05 Hektar.

## Geschichte

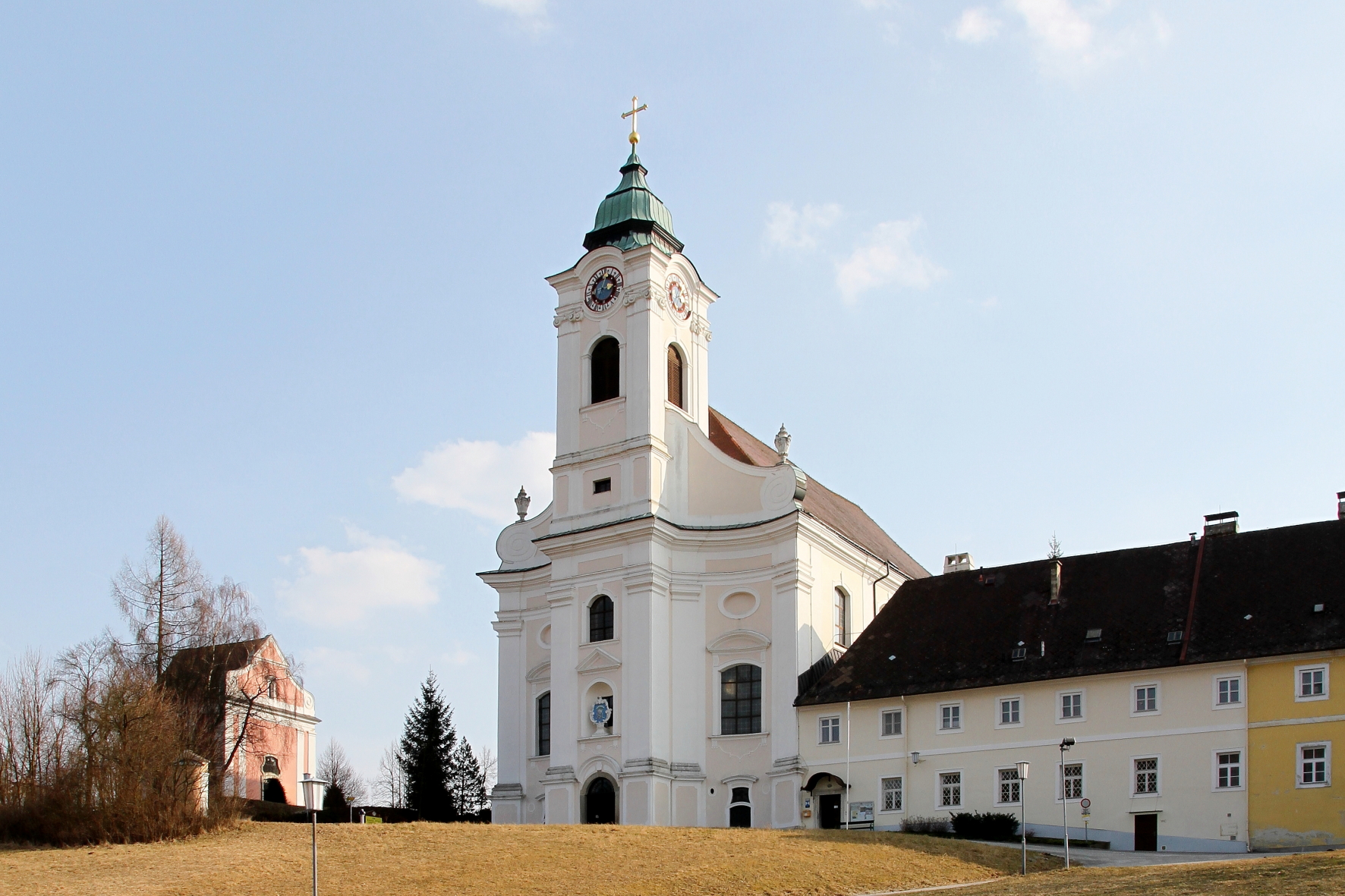
Bildmitte die Kirche mit der markanten Turmfassade, links die sogenannte Ursprungskapelle (ehemaliger Chor der Vorgängerkirche) und rechts ein Teil des Nordtraktes des ehemaligen Klosters.

Der frühneuzeitliche Kirchenort in fürsterzbischöflich-salzburgerischem Besitz scheint urkundlich 1429 als „Langegg“ auf und wird seit dem 17. Jahrhundert als „Maria Langegg“ bezeichnet. Zur 16./17. Jahrhundertwende erfolgte eine Stiftung und Errichtung einer Kapelle durch Matthäus Häring, Besitzer des sogenannten Langegger-Hofs und Salzburger Hofmeister der Herrschaften Arnsdorf, Wölbling sowie Traismauer. Nachdem sich der Wallfahrtszustrom vergrößert hatte, wurde um 1620/23 ein Benefizium (Filiale von Hofarnsdorf) eingerichtet. 1645 berief Nikolaus Schober Hartenbach, Besitzer von Langegg, nach Empfehlung von Kaiser Ferdinand III. und dem Passauer Bischof die Serviten nach Langegg. 1647 wurde das Benefizium in einem Stiftbrief der Tiroler Provinz des Ordens übertragen, und man begann mit dem Bau einer Kirche und des Klosters. Der Westflügel wurde 1654, der Nordtrakt 1682 und der Südtrakt 1733 fertiggestellt. Von 1765 bis 1773 erfolgte der Neubau der Kirche in Nord-Süd-Richtung nach Plänen von Johann Michael Ehmann (1723–1768), wobei die ursprüngliche Kirche in Ost-West-Richtung bis auf den Chorraum (heutige Ursprungskapelle) abgetragen wurde. Im Zuge der Josephinischen Reformen wurde 1783 Maria Langegg eine eigenständige Pfarre.
Laut Adressbuch von Österreich waren im Jahr 1938 in Langegg ein Bäcker, drei Devotionalienhändler, ein Fleischer, vier Gastwirte, ein Gemischtwarenhändler, eine Hebamme und ein Tischler ansässig.
1963 errichtete man in der Ursprungskapelle ein Denkmal für die gefallenen und ermordeten Priester des Ersten und Zweiten Weltkrieges. Vermutlich nach einem Blitzschlag brannte am 5. April 1966 der Kirchturm ab, es entstand großer Schaden. Der Brand konnte aber auf den Turm begrenzt werden. Dabei stürzte eine Glocke ein Stück ab (sie ist in der Kirche zu besichtigen) und musste ersetzt werden.
1974 gaben die Serviten das Kloster auf und übergaben die Pfarre der Diözese. Ab 1980 war im Klostergebäude eine Schule der Englischen Fräulein eingerichtet, und seit 1993 ist die Gemeinschaft der Seligpreisungen im Kloster ansässig.

## Kirche
Die Pfarr- und Wallfahrtskirche Mariä Geburt ist ein spätbarocker längszentraler Bau mit einer stattlichen Nordturmfassade. Westseitig schließt an die Kirche die rechteckige Vierflügelanlage des ehemaligen Servitenklosters an.
Das Innere ist mit reichen Wandmalereien versehen, die von Josef Adam Mölk und seinen Mitarbeitern stammen. Aus Kostengründen wurden der Hochaltar, ein Werk von Andreas Rudroff aus dem Jahr 1789, und die sechs Seitenaltäre mit gemalten Altaraufbauten ausgeführt. Die Hängekanzel mit spätbarockem Dekor am linken Mittelpfeiler des Langhauses wurde um 1773/74 vom St. Pöltner Bildhauer Andreas Gruber angefertigt. Die Orgel ist ein Werk von Stephan Helmich aus dem Jahr 1781/82 und wurde im Jahr 2000 umfassend restauriert.

## Wallfahrtsmuseum
Im Zuge des EU-Förderprogramms LEADER+ wurde ab 2006 in Maria Langegg ein Wallfahrtsmuseum eingerichtet und 2008 eröffnet. Das Museumsangebot umfasst einen „Outdoor-Themenweg“, bei dem auf einem rund zwei Kilometer langen Weg rund um das Kloster mittels Glasstelen Informationen über die Geschichte von Maria Langegg präsentiert werden, und einen „Indoor-Themenweg“. Dieser bietet auf zehn Schautafeln einen Überblick über die Wallfahrt in Niederösterreich und stellt Wallfahrtsziele vor. Weiters können Votivbilder der Barockzeit, die original erhaltene Bibliothek der Serviten und die Schatzkammer besichtigt werden.

## Persönlichkeiten
- Franz Haselböck (1939–2024), Organist und Musikpädagoge